# Arquimínio Rodrigues da Costa
Arquimínio Rodrigues da Costa (* 8. Juli 1924 in São Mateus; † 12. September 2016 ebenda) war ein portugiesischer Geistlicher und römisch-katholischer Bischof von Macau. 

## Leben
Arquimínio Rodrigues da Costa trat im Dezember 1938 ins Priesterseminar von Macau ein und empfing am 6. Oktober 1949 die Priesterweihe. Im Februar 1955 wurde er Rektor des Priesterseminars von Macau, nachdem er dort bereits mehrere Jahre als Professor tätig war.
Papst Paul VI. ernannte ihn am 20. Januar 1976 zum Bischof von Macau. Der Bischof von Hongkong, John Baptist Wu Cheng-chung, spendete ihm am 6. August desselben Jahres die Bischofsweihe; Mitkonsekratoren waren Julio Xavier Labayen OCD, Prälat von Infanta, und Charles-Joseph Lemaire M.E.P., emeritierter Generalsuperior der Pariser Mission und emeritierter Apostolischer Koadjutorvikar von Kirin. 
Am 6. Oktober 1988 nahm Papst Johannes Paul II. seinen aus gesundheitlichen Gründen beantragten Rücktritt an. Im November desselben Jahres erhielt er das Großkreuz des Verdienstordens der Republik Portugal. Er lebte zuletzt in seiner Heimatstadt São Mateus und war pflegebedürftig.